# Karl Friedrich von Gärtner
Pour les articles homonymes, voir Gärtner.
Karl (ou Carl) Friedrich von Gärtner est un médecin et botaniste wurtembergeois, né le 1er mai 1772 à Göppingen et mort le 1er septembre 1850 à Calw.
Il est le fils de Joseph Gärtner, botaniste, directeur du jardin botanique de Saint-Pétersbourg. Il étudie la médecine à Iéna, Göttingen et Tübingen. Gärtner ouvre un cabinet de médecine générale à Calw en 1796. En 1800, il ferme son cabinet et décide de se consacrer à la botanique.
En 1802, il voyage en Angleterre et aux Pays-Bas. À partir de 1824, il étudie l’hybridation des végétaux. En 1826, il devient membre de l'Académie allemande des sciences Leopoldina.

## Œuvres
- (la) Supplementum carpologicae, seu continuati operis Josephi Gaertner de fructibus et seminibus plantarum voluminis tertii, Leipzig, 1805-1807.
- (de) Beiträge zur Kenntnis der Befruchtung. Teil 1, Stuttgart, 1844.
- (de) Versuche und Beobachtungen über die Bastarderzeugung im Pflanzenreiche, Stuttgart, 1849 (présentation en ligne).